# Катандзаро (футбольный клуб)
«Катандзаро» — итальянский футбольный клуб, базирующийся в одноимённого города, административной области Калабрия.

## История
Основан в 1927 году (официально в 1929 году), выступает с этого же года.
Официальными цветами клуба с момента его основания являются жёлтый и красный. Символ клуба — золотой орёл, такой же, как и города Катандзаро. Домашние матчи команда проводит на стадионе Никола Чераволо, построенном в 1919 году, старейшем спортивном сооружении Калабрии.
В сезоне 2019/20 «Катандзаро» играл в Серии C, третьем по уровню дивизионе Италии.
В своей истории «Катандзаро» провёл семь сезонов в Серии A, пять из которых были подряд. Лучшим результатом в Серии A было седьмое место в сезоне 1981/82.
30 мая 2018 года компания, которая уже использовала исторический логотип с 2011 года, объявила о возвращении старого названия «Unione Sportiva Catanzaro», с окончательным добавлением «1929».

## Достижения
- Финалист Кубка Италии: 1966